# Arnold Mvuemba
Arnold Makengo Mvuemba (* 28. Januar 1985 in Alençon) ist ein ehemaliger französischer Fußballer mit kongolesischen Wurzeln. Zuletzt spielte der Mittelfeldspieler beim KSV Roeselare.

## Karriere

### Verein
Arnold Mvuemba begann seine Karriere im Jahr 1998 in der Jugendmannschaft von Stade Rennes. Bis 2003 spielte er dort, schon 2002 spielte er für die Reservemannschaft, bis er ein Jahr später auch für die Profimannschaft spielte. Im Januar 2007 wurde er bis zum Mai 2007 und mit einer Kaufoption an den englischen Verein FC Portsmouth verliehen. Gegen die Blackburn Rovers absolvierte er am 27. Februar sein erstes Spiel, am 9. April erzielte er sein erstes und einziges Ligator gegen den FC Watford. Da sein Vertrag bei Rennes auslief, konnte er ablösefrei zu Portsmouth wechseln. Am 3. Juli unterschrieb er einen Dreijahresvertrag bei den „Pompeys“. Er erzielte im UEFA-Cup gegen den VfL Wolfsburg einen Treffer, allerdings konnte er sich in Portsmouth nicht richtig durchsetzen. Am 7. August 2009 wechselte er wieder in die Ligue 1 zum FC Lorient zurück, nachdem seit Vertrag nicht verlängert wurde.
Im Jahr 2012 wechselte er für drei Millionen Euro zu Olympique Lyon. Sein Vertrag wurde zur Saison 2016/17 nicht verlängert, woraufhin er am 6. September 2016 erneut einen Vertrag beim FC Lorient unterzeichnete. Während er dort in der Saison 2016/17 bei 32 Ligaspielen auf dem Platz stand, waren es in der Folgesaison lediglich fünf Minuten. Zudem stand er nur bei einem weiteren Spiel im Kader. Entsprechend wurde sein Vertrag mit Ablauf nicht verlängert.
Erst Mitte September 2018 unterschrieb er bei Umm-Salal SC in Katar einen Vertrag für eine Saison. Hier bestritt er sieben von elf möglichen Ligaspielen. Sein Vertrag wurde zum 31. Januar 2019 vorzeitig aufgelöst.
Seinen nächsten Vertrag unterschrieb Mvuemba erst am 7. November 2019 beim belgischen Zweitdivisionär KSV Roeselare für den Rest der Saison. Hier kam er auf 12 von 15 möglichen Ligaspielen bis zum Ende der regulären Saisonspiele. Als Vorletzter der Gesamttabelle in dieser Saison hätte Roeselare Spiele um den Abstieg gegen Sporting Lokeren austragen müssen. Allerdings wurde über diesen Verein ein Insolvenzverfahren eröffnet, so dass die Abstiegsspiele entfielen und für Mvuemba die Saison Ende Februar 2020 beendet war.
Mvuemba wollte seine Karriere weiter fortsetzen, musste sie aber schließlich beenden, weil er keinen neuen Verein mehr fand.

### Nationalmannschaft
Von 2005 bis 2006 spielte Mvuemba in der französischen U-21-Nationalmannschaft.